# Трубежская оборонительная линия
Трубежская оборонительная линия — линия сторожевых крепостей Древнерусского государства, располагавшаяся вдоль реки Трубеж, левого притока Днепра. Первое письменное упоминание о ней, равно как и о самом Трубеже, содержится в Ипатьевской летописи в описании событий 988 года, где речь шла о том, что князь Владимир Святославич повелел строить укрепления вдоль русел нескольких приграничных рек, в числе которых был назван и Трубеж.
И стал ставить города по Десне, и по Остру, и по Трубежу, и по Суле, и по Стугне. И стал набирать мужей лучших от словен, и от кривичей, и от чуди, и от вятичей, и ими населил города, так как была война с печенегами. И воевал с ними, и побеждал их.— Ипатьевская летопись 
Трубежская оборонительная линия входила в состав Переяславского княжества и обороняла левобережные земли Руси в качестве второй внутренней линии после Посульской оборонительной линии, которая располагалась непосредственно на границе княжества с Диким полем. Не считая самого Переяславля, Трубежская линия состояла из крепостей преимущественно округлого типового вида, которые строились в период от X до XIII века. Крепости содержали немногочисленные гарнизоны. Их функция заключалась в том числе в предоставлении укрытия для населения близлежащих сёл в случае опасности. Большинство из них были разрушены в результате монгольского нашествия на Русь.
Трубежскую оборонительную линию в 1970-х годах, совместно с другими крепостями запада Переяславского княжества, изучил археолог Михаил Кучера. К населённым пунктам, в которых сохранились городища данной древнерусской укреплённой линии, относятся Светильня, Русанов, Пристромы, Гайшин, а также сам Переяславль. Кучера снял их планы, установил время существования крепостей, прояснил топографическое местоположение, характер и сохранность оборонных сооружений. Исходя из логики равномерности оборонительной линии, Кучера предполагал существование к югу от Русанова дополнительных сторожевых крепостей, не дошедших до наших дней.
Древнерусские названия крепостей Трубежской оборонительной линии известны лишь частично. Городище в селе Русанов называлось Русотина, городище в селе Пристромы, вероятно, тождественно летописному Бронькняжу.